# Malthinus plicatus
Malthinus plicatus es una especie de coleóptero de la familia Cantharidae.

## Distribución geográfica
Habita en México.